# The Final Countdown (canción)
«The Final Countdown» (Español: La última cuenta atrás o La última cuenta regresiva) es una canción interpretada por el grupo sueco de hard rock Europe. Fue el primer sencillo de su álbum The Final Countdown. La canción ocupó la primera posición en las listas de popularidad de 25 países, incluyendo el Reino Unido. En los Estados Unidos, alcanzó el número 8 en el Billboard Hot 100 y el 18 en el Billboard Mainstream Rock Tracks. «The Final Countdown» fue certificado como sencillo de oro en el Reino Unido en 1986.

## Orígenes y grabación
La canción está basada en un riff de sintetizador compuesto por el vocalista Joey Tempest en 1981-82 en un sintetizador Korg Polysix que tomó prestado de Mic Michaeli. En 1985, el bajista John Levén sugirió a Tempest que escribiera una canción basada en ese riff. La letra de la canción fue inspirada por «Space Oddity» de David Bowie. Los sintetizadores que se usaron fueron  Yamaha KX76, Roland JX-8P, PPG Wave, Yamaha DX7 y el Roland Juno 60
Cuando la banda estaba decidiendo cual sería el primer sencillo del álbum The Final Countdown, Tempest propuso la canción «The Final Countdown». Originalmente, la banda no planeaba lanzar la canción como un sencillo y algunos de los miembros querían que «Rock the Night» fuera el primer sencillo. «The Final Countdown» fue escrita originalmente para ser interpretada al inicio de los conciertos y los integrantes de Europe no creían que la canción sería un éxito. Sin embargo, cuando la compañía Epic Records sugirió que la canción fuera el primer sencillo, la banda decidió lanzarlo.

## Lanzamiento y recepción
«The Final Countdown» fue lanzada durante la primavera de 1986 y se convirtió en la canción más exitosa de Europe en las listas de popularidad de los Estados Unidos. La canción apareció en el Billboard Hot 100, en donde alcanzó el puesto 8. La semana siguiente, debutó en el Billboard Mainstream Rock Tracks, en donde alcanzó el puesto 18 luego de ocho semanas y permaneció en la lista durante 20 semanas.
Fuera de los Estados Unidos, el sencillo también obtuvo bastante éxito. En Canadá, la canción alcanzó el top 20 en las listas de popularidad de la revista RPM. La canción permaneció en el top 20 durante tres semanas y se convirtió en la canción más popular de la banda en Canadá. "The Final Countdown" alcanzó el top 5 en el Reino Unido y ocupó las posiciones más altas de UK Singles Chart durante dos semanas, convirtiéndose en el único sencillo del álbum en alcanzar el top 10 en el Reino Unido. «The Final Countdown» también ocupó la primera posición en otros 24 países, incluyendo Francia, Alemania, Irlanda, Suecia e Italia. La canción alcanzaría la posición 4 en la VG-lista de Noruega.
La canción es bastante popular en muchos estadios y arenas deportivos. La canción es reproducida para animar a la afición local. También ha sido adaptada por varias bandas colegiales para ser usada en eventos deportivos. También fue utilizada en Ring of Honor (ROH) como canción de entrada del luchador Bryan Danielson.

## Video musical
El video, dirigido por Nick Morris, fue realizado durante un concierto llevado a cabo en Solnahallen en Solna (Suecia) el 25 de mayo de 1986. También se usaron tomas de pruebas de sonido.

## Posición en listas
| Lista (1986-1987)                       | Posición más alta |
| --------------------------------------- | ----------------- |
| Alemania (Listas musicales de Alemania) | 1                 |
| Austria (Listas musicales de Austria)   | 1                 |
| Bélgica (Listas musicales de Bélgica)   | 1                 |
| Canadá (RPM Top Singles)                | 1                 |
| España (Listas musicales de España)     | 1                 |
| España (Los 40 Principales)             | 1                 |
| Estados Unidos (Billboard Hot 100)      | 8                 |
| Estados Unidos (Modern Rock Tracks)     | 18                |
| European Hot 100                        | 1                 |
| Francia (Listas musicales de Francia)   | 1                 |
| Irlanda (Irish Singles Chart)           | 1                 |
| Italia (Listas musicales de Italia)     | 1                 |
| Noruega (VG-lista)                      | 4                 |
| Nueva Zelanda (RIANZ)                   | 12                |
| Países Bajos (Dutch Top 40)             | 1                 |
| Reino Unido (UK Singles Chart)          | 1                 |
| Suecia (Topplistan)                     | 1                 |
| Suiza (Swiss Record Charts)             | 1                 |

## Miembros
- voz principal y coros: Joey Tempest
- guitarra eléctrica y coros: John Norum
- bajo y coros: John Levén
- sintetizadores y coros: Mic Michaeli
- batería: Ian Haugland

## The Final Countdown 2000
En 1999, se lanzó un remix de la canción llamado «The Final Countdown 2000». La canción fue producida por Brian Rawling, quien anteriormente había tenido éxito con "Believe" de Cher. El lanzamiento del sencillo causó cierta controversia ya que en la primera emisión, debido a un error de impresión, no apareció la primera «o» en «Countdown» (en inglés, cunt es usado para referirse de forma vulgar a los genitales femeninos).

### Listas de popularidad
| Lista                         | Posición más alta |
| ----------------------------- | ----------------- |
| Listas musicales de Alemania  | 35                |
| Listas musicales de Finlandia | 12                |
| Sverigetopplistan (Suecia)    | 6                 |
| UK Singles Chart              | 36                |
| VG-lista (Noruega)            | 12                |
| Ö3 Austria Top 40             | 33                |

## Versiones
Varios artistas han hecho versiones de la canción, incluyendo la Orquesta Sinfónica de Londres, Freezepop, After Forever, Dannii Minogue, Gigatrón, Geoff Downes, The Protomen, Laibach, Norther, Dispatched, Toy Dolls, Immolation, Leif Garrett, Vision Divine, The Delegates, Melo-M y Alcides. En contra de la creencia popular, la banda de death metal melódico Children of Bodom nunca ha versionado la canción.
También se destaca la interpretación del pianista canadiense Scott Davis, quien realizó una versión de piano solo de la canción en su álbum de 2005 " Rockfluence".
También hay una versión EDM de la canción hecha por el dúo de música electrónica KEVU, en colaboración con Luke Alive.